# 佐藤純一 (野球)
佐藤 純一（さとう じゅんいち、1960年7月18日 - ）は、秋田県出身の元プロ野球選手（外野手）、審判員。審判員袖番号は21（1991年採用から）。

## 来歴・人物

### 選手時代
大曲高を卒業後、社会人野球の秋田相互銀行では都市対抗野球に補強選手また自チームでは4番として出場、1882年のプロ野球ドラフト会議で近鉄バファローズから3位指名を受け入団。
主に外野手や代走として起用され、プロ2年目の1984年から一軍出場を果たす。
1988年10月19日、川崎球場での対ロッテとのダブルヘッダー（10.19）では、第一試合9回表に淡口憲治の代走として起用され、鈴木貴久の右前安打でホームを狙おうとして三塁ベースをオーバーラン、タッチアウトとなった。勝たなければリーグ優勝の可能性が潰える試合の、最終回での出来事だっただけに、申し訳なさそうにベンチに引き揚げる佐藤の姿がテレビ中継でも映し出され、この年のプロ野球の名場面の一つにもなった。なお、この後梨田昌孝の二塁打が出て近鉄が勝利。第二試合に望みを繋いだ。
当時の監督だった仰木彬から「審判になれ」と勧められたこともあり、現役晩年は審判員就任を見越し、現役選手でありながら二軍で一塁ベースコーチを務めることもあった。
1990年限りで現役を引退した。

### 審判時代
引退後すぐ、パ・リーグ審判部に入局。審判に就任した年齢は遅いが、2005年にはオールスター・日本シリーズにダブル出場を果たすなど、パ・リーグでは出場の多い審判の一人である。　
2018年シーズン終了時点で、公式戦2018試合。オールスター4回（1998年、1999年、2005年、2014年。内1998年第1戦で球審）、日本シリーズ6回出場（2000年、2005年、2006年、2008年、2012年、2015年。内2005年第3戦、2008年第6戦、2012年第1戦でそれぞれ球審）している。また、2001年9月26日大阪ドームでの近鉄対オリックス戦（北川博敏が大久保勝信から代打逆転満塁サヨナラリーグ優勝決定弾を放った試合）では球審を務めていた。
2009年8月6日に京セラドーム大阪で行われたオリックス対楽天戦の12回表、2死一塁の場面で打者の内村賢介はボテボテの一塁ゴロを打つが、投手と一塁手が緩慢な守備をし、ボールが一塁に到達する前に打者走者の内村は一塁ベースを駆け抜けた。しかし、このプレーをアウトと判定。監督の野村克也、一塁ベースコーチの佐竹学、内村が猛抗議したが判定は覆らなかった。
2009年8月12日にＫスタ宮城で行われた楽天対ソフトバンク戦の初回、2死満塁から多村仁の遊ゴロで一塁走者の小久保裕紀が二塁へ滑り込んだプレーをアウトと判定。監督の秋山幸二は制限時間の5分間抗議したが判定は覆らなかった。なお当時楽天監督だった野村は「あれはだれが見てもセーフだ」と発言した。ソフトバンクは13日、この判定を不服として日本プロ野球組織の加藤良三コミッショナーへ意見書を郵送とファクスで提出した。
現役末期は眼鏡をかけてプレイしていたが、現在は眼鏡をかけておらず、コンタクトを使用している。
フォアボールの際には、一塁方向へ軽く突き出した両手を胸の前に引き寄せて握るジャッジに特徴がある。
2007年にパ・リーグ関西審判部主任に就任した。役職名変更により2011年からクルーチーフ、2016年からはクルーチーフを解かれ一般審判員となる。2018年にかつての審判部の最高定年年齢となる58歳を迎えたが、同年シーズンから導入されていた定年延長制度の恩恵に預かる形になり、翌シーズン以降も審判員を継続している。この制度が導入されてからの実際の実施例は佐藤が初めてである。体力と技術面が維持されれば、65歳まで審判員を続けることが可能であるという。
2012年7月18日には、ヤフードームで行われたソフトバンク対オリックス戦で球審を務め、現役の審判員としては13人目となる通算1500試合出場を達成した。
2016年5月17日のイーグルス対バファローズ戦で一塁塁審を務めていたが、6回裏のイーグルスの攻撃中の判定を巡って近鉄時代の同僚だった梨田昌孝（当時イーグルス監督）を抗議による遅延行為で退場にしている。
2018年8月17日、京セラドーム大阪で行われたオリックス対ソフトバンク第16回戦で一塁塁審を務め、通算2000試合出場を達成した。
2020年シーズンを最後に審判を引退。最終出場試合は同年11月6日に京セラドーム大阪で行われたオリックス対北海道日本ハム第24回戦の一塁塁審。30年間の一軍出場試合数は通算2148試合だった。
2021年シーズンより、台湾プロ野球で審判員と指導員を務める。

## 詳細情報

### 年度別打撃成績
| 年 度     | 球 団     | 試 合 | 打 席 | 打 数 | 得 点 | 安 打 | 二 塁 打 | 三 塁 打 | 本 塁 打 | 塁 打 | 打 点 | 盗 塁 | 盗 塁 死 | 犠 打 | 犠 飛 | 四 球 | 敬 遠 | 死 球 | 三 振 | 併 殺 打 | 打 率 | 出 塁 率 | 長 打 率 | O P S |
| --------- | --------- | ----- | ----- | ----- | ----- | ----- | -------- | -------- | -------- | ----- | ----- | ----- | -------- | ----- | ----- | ----- | ----- | ----- | ----- | -------- | ----- | -------- | -------- | ----- |
| 1984      | 近鉄      | 78    | 39    | 35    | 16    | 5     | 0        | 0        | 1        | 8     | 2     | 5     | 2        | 1     | 0     | 3     | 0     | 0     | 7     | 3        | .143  | .211     | .229     | .439  |
| 1985      | 近鉄      | 88    | 51    | 47    | 24    | 12    | 0        | 0        | 2        | 18    | 4     | 7     | 2        | 3     | 0     | 1     | 0     | 0     | 10    | 2        | .255  | .271     | .383     | .654  |
| 1986      | 近鉄      | 4     | 0     | 0     | 0     | 0     | 0        | 0        | 0        | 0     | 0     | 2     | 0        | 0     | 0     | 0     | 0     | 0     | 0     | 0        | ----  | ----     | ----     | ----  |
| 1987      | 近鉄      | 84    | 62    | 58    | 14    | 18    | 2        | 0        | 1        | 23    | 5     | 5     | 4        | 3     | 0     | 1     | 0     | 0     | 13    | 1        | .310  | .322     | .397     | .719  |
| 1988      | 近鉄      | 34    | 11    | 9     | 6     | 0     | 0        | 0        | 0        | 0     | 0     | 1     | 1        | 1     | 0     | 1     | 0     | 0     | 6     | 0        | .000  | .100     | .000     | .100  |
| 1990      | 近鉄      | 2     | 3     | 3     | 0     | 0     | 0        | 0        | 0        | 0     | 0     | 0     | 0        | 0     | 0     | 0     | 0     | 0     | 1     | 0        | .000  | .000     | .000     | .000  |
| 通算：6年 | 通算：6年 | 290   | 166   | 152   | 60    | 35    | 2        | 0        | 4        | 49    | 11    | 20    | 9        | 8     | 0     | 6     | 0     | 0     | 37    | 6        | .230  | .259     | .322     | .582  |

### 記録
- 初出場：1984年3月31日、対日本ハムファイターズ1回戦（後楽園球場）、9回表に加藤英司の代走で出場
- 初盗塁：同上、9回表に二盗（投手：坂巻明、捕手：大宮龍男）
- 初先発出場：1984年4月10日、対阪急ブレーブス1回戦（日生球場）、9番・中堅手で先発出場
- 初安打・初打点：1984年4月11日、対阪急ブレーブス2回戦（日生球場）、5回裏に小林敦美から適時打
- 初本塁打：同上、8回裏に小林敦美からソロ

### 背番号
- 51 （1983年 - 1988年）
- 35 （1989年 - 1990年）

## 審判出場記録
- 初出場：1991年10月5日、オリックス対日本ハム25回戦（グリーンスタジアム神戸）、三塁塁審。
- 最終出場：2020年11月6日、オリックス対日本ハム25回戦（京セラドーム大阪）、一塁塁審。
- 出場試合数：2148試合（パ・リーグ1555、セ・リーグ318、交流戦215、日本シリーズ24、オールスター8、クライマックスシリーズ25、アジアシリーズ3）
- オールスター出場：4回（1998年、1999年、2005年、2014年）
- 日本シリーズ出場：6回（2000年、2005年、2006年、2008年、2012年、2015年）

## 表彰
- パシフィック・リーグ審判員奨励賞：1回 (2005年)